# Першино (сельское поселение Победа)
Першино — деревня в Ржевском районе Тверской области, входит в состав сельского поселения «Победа».

## География
Деревня находится в 28 км на северо-запад от центра сельского поселения посёлка Победа и в 31 км на северо-запад от города Ржева. 

## История

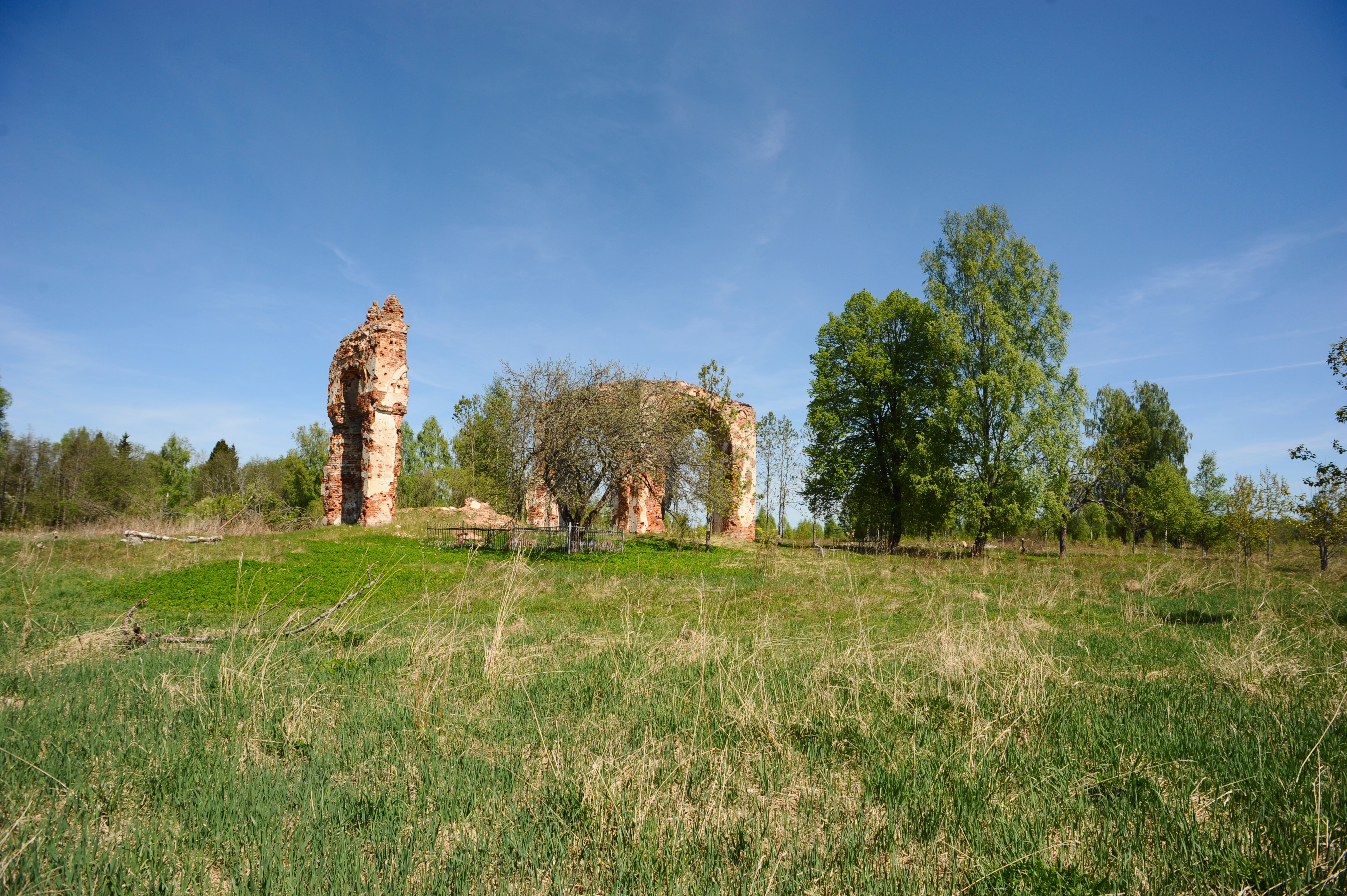
Руины Воскресенской церкви на погосте Подборовье близ Першино

В 1829 году на погосте Подборовье близ деревни была построена каменная Воскресенская церковь с 2 престолами.
В конце XIX — начале XX века деревня Першино вместе с погостом Подборовье входили в состав Харинской волости Ржевского уезда Тверской губернии.
С 1929 года деревня входила в состав Парихинского сельсовета Ржевского района Ржевского округа Московской области, с 1935 года — в составе Калининской области, с 1994 года — в составе Парихинского сельского округа, с 2005 года — в составе сельского поселения «Победа».

## Население
| 1859 | 2002 | 2008 | 2010 |
| ---- | ---- | ---- | ---- |
| 64   | ↘8   | ↘5   | ↘1   |

## Достопримечательности
На погосте Подборовье близ деревни расположены руины Церкви Воскресения Христова (1829).